# International Tennis Open
International Tennis Open est un jeu vidéo de tennis développé par Infogrames Multimédia et publié par Philips Interactive Media en 1992. Il est sorti sur quatre plates-formes : PC, CD-i, Mac et DOS.

## Système de jeu
Le joueur incarne Victor Player, un sportif expérimenté dont la nationalité dépend de la langue de jeu sélectionnée. Il y a plusieurs styles de gameplay différents :
- Match - Permet aux joueurs de jouer un seul match de tennis
- Tournoi - Permet aux joueurs de jouer une série de jeux contre des adversaires différents
- Entraînement - Les joueurs sont autorisés à s'entraîner avant de jouer. Il s'agit de jouer contre une balle que lance la machine.

Pendant la partie ou au début, le commentateur sportif George Eddy fait des commentaires sur le jeu.